# Tomás Vottero
Tomás Salvador E. Vottero (1909 - 1978) fue un político y abogado argentino, que ocupó el cargo de Ministro de Defensa de la Argentina durante la presidencia de María Estela Martínez de Perón entre el 16 de septiembre de 1975 hasta el 15 de enero de 1976.

## Trayectoria
Fue funcionario del primer gobierno peronista. Posteriormente fue directivo del Banco de Italia y del Banco de Buenos Aires.
El 12 de marzo de 1976 envió al Congreso Nacional un proyecto ampliatorio de la ley de defensa. En la introducción se señalaba que «El compromiso de aniquilar a la subversión debe ser asumido por todos y cada uno de los argentinos».
El proyecto incriminaba a quienes promoviesen paros, huelgas o el desenvolvimiento irregular de actividades en empresas prestatarias de servicios públicos, implementaba un nuevo proceso «sumarísimo y verbal» y autorizaba a las fuerzas armadas a detener a las personas por 5 días para efectuar averiguación de antecedentes.[cita requerida]
Mientras era ministro firmó junto con el presidente del Senado en ejercicio del Poder Ejecutivo Ítalo Luder, los decretos que autorizaban la intervención de las fuerzas armadas contra grupos armados como Montoneros y el Ejército Revolucionario del Pueblo.